# Cladoderris convexa
Cladoderris convexa är en tvåvingeart som beskrevs av Ian David Whittington 2003. Cladoderris convexa ingår i släktet Cladoderris och familjen bredmunsflugor.
Artens utbredningsområde är Kenya. Inga underarter finns listade i Catalogue of Life.